# تخت‌کوه

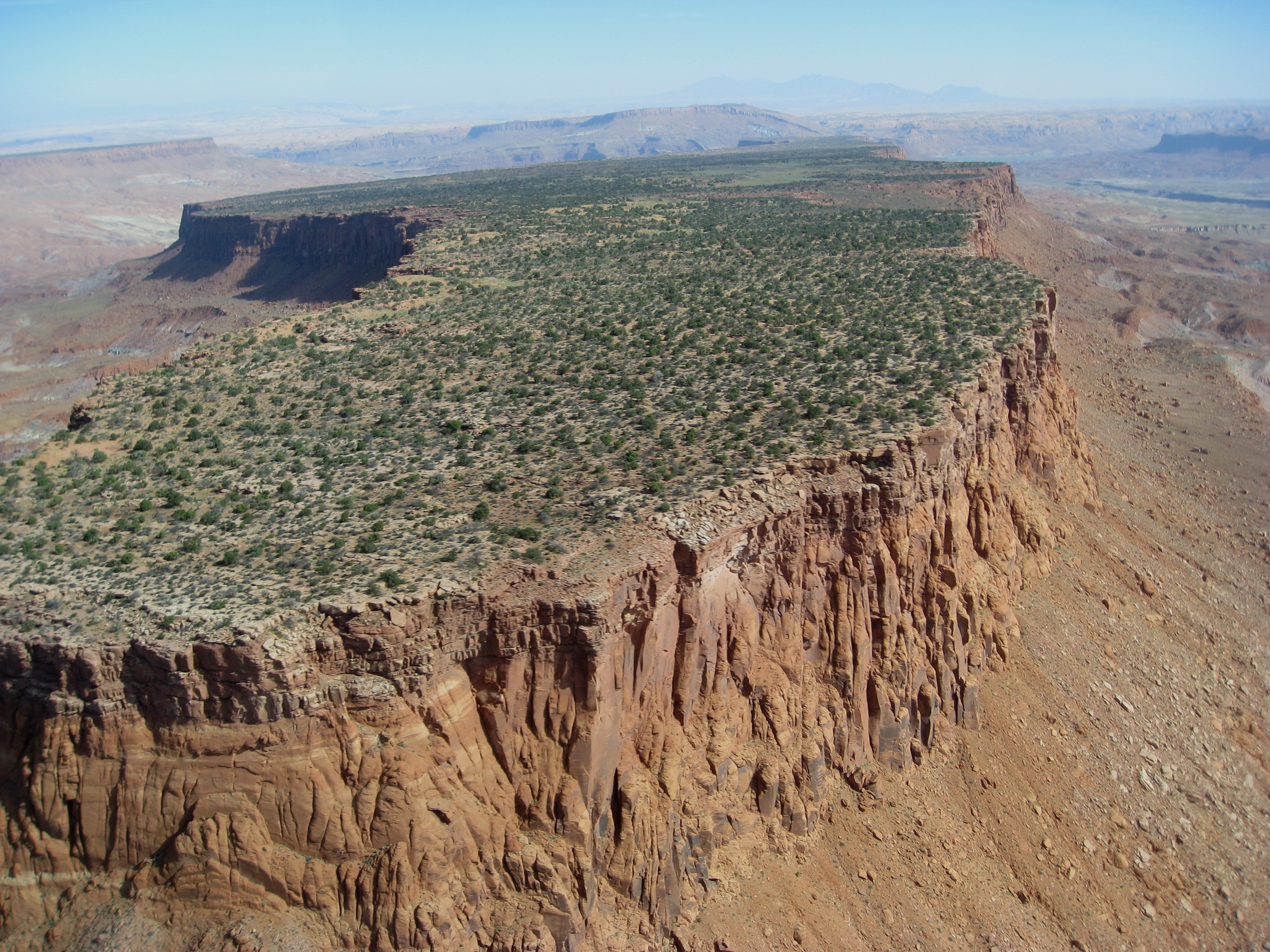
یک تخت‌تپه در مانیومنت ولی در ملت ناواهو.

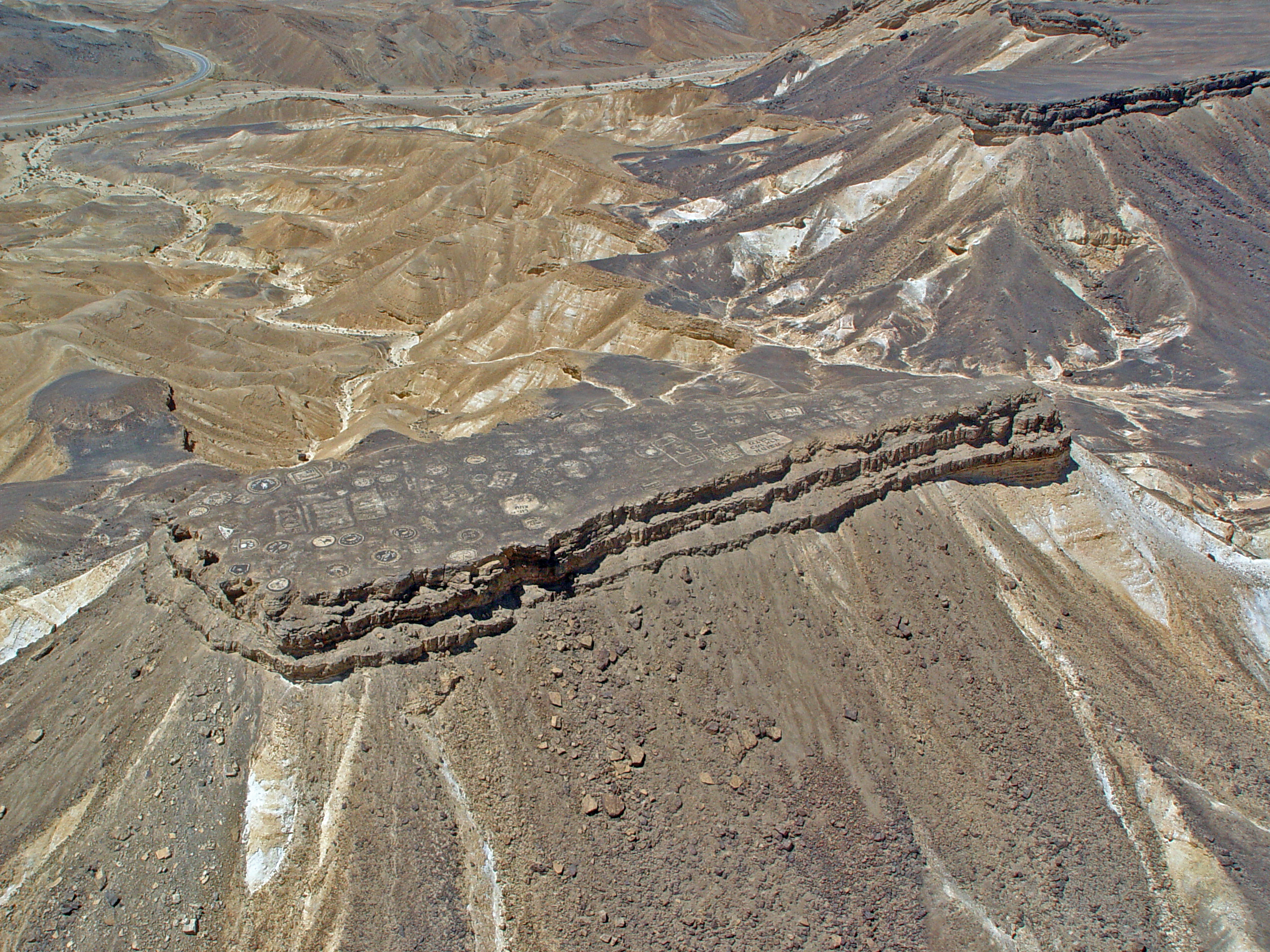
یک تخت‌تپه به‌نام Har Qatu، واقع در لبه جنوبیدره رامون، اسرائیل.

تخت‌کوه یا سرتخت، نوعی گریوه، یا کوهی با سطح صاف است که به دلیل شباهت ظاهری به میز، در زبان انگلیسی به آن table یا table mountain می‌گویند.
این نوع زمین‌چهر انواع و نام‌های گوناگونی دارد که عبارتند از:
- تپوری
- تخت‌تپه (Mesa)
- گریوه (Butte)
- فلات
- پادگانه رودخانه‌ای

## توصیف
در هنگام اشاره به تخت‌زمین از اصطلاح "flat" نیز استفاده می‌شود. این زمین‌چهرها به دلیل شباهت شکل آن‌ها به میز و مرتفع‌بودن سطح صاف آن‌ها نسبت به پیرامون، بدین نام خوانده می‌شوند. پارک ملی میزا ورده نمونه‌ای از این عوارض است که سطح صاف روی آن‌ها به شکل زمین صافی است که توسط ژرف‌دره‌ها و آبکندهای متعدد بریده شده، ولی لبه‌های آن به کشل تقریباً هموار و مسطح در همه جهات دیده می‌شود که به پرتگاه‌ها منتهی می‌شوند.

## نوشتارهای وابسته
- فلات، منطقه‌ای مرتفع که سطح آن نسبتاً هموار است.